# 腹斑雜鱗杜父魚
腹斑雜鱗杜父魚（學名：Hemilepidotus hemilepidotus）為輻鰭魚綱鮋形目杜父魚亞目杜父魚科的其中一種，為溫帶海水魚，分布於北太平洋堪察加半島、白令海至美國加州蒙德勒灣海域，棲息深度0-450公尺，本魚體色多變，以紅色為主，伴有褐色及白色，並有黑色斑點，雄魚腹鰭大，背部有4格不規則的鞍狀斑，尾鰭鰭條深色，背鰭硬棘10-12枚;背鰭軟條18-20枚;臀鰭軟條13-16枚，體長可達51公分，棲息在沿岸岩石底質水域，以螃蟹、藤壺、貽貝為食，生活習性不明，可作為食用魚、游釣魚及觀賞魚。

## 扩展阅读
維基物種上的相關：腹斑雜鱗杜父魚